# جينيسيتن
الجينيسيتن (بالإنجليزية: Genistein)‏ هو الاستروجين النباتي، وينتمي إلى فئة من الايسوفلافون.(Isoflavones) تم عزل الجينيستين أولا في عام 1899 من مكنسة الصباغ.، جينيستا صبغية. وبالتالي، فإن الاسم الكيميائي. تم تأسيس هيكله في عام 1926، وصنع كيميائيا في عام 1928.

## تواجده
تم العثور على الجينيستين في عدد من النباتات بما في ذلك الترمس، الفول، فول الصويا.

## الوظيفة
يقوم الجينيستين بوظئف عديدة ومهمة في الطرق البيوكيميائية وايضاً في وظائف في الخلايا الحية:ومن تلك الوظائف :
تنشيط مستقبلات تنشيط ناشر بيروكسية (PPARs).تثبيط عدة تحركات التيروزية.تثبيط topoisomerase .تثبيط AAAD
تحفيز الالتهام الذاتي . تثبيط الثدييات هيكسوز نقل GLUT1. تقلص عدة أنواع من العضلات الملساء.التشكيل من قناة CFTR، بالتالي يؤدي إلى افتتاحه في انخفاض التركيز وتثبيط عليه الجرعات الكبيرة.
تثبيط السيتوزين . تثبيط ناقلة ميثيل الحمض النووي .تثبيط مستقبلات الجلايسين.
- inhibition of the glycine receptor

## وصلات لإضافية
- Compound Summary at NCBI PubChem
- Fact Sheet at Zerobreastcancer نسخة محفوظة 21 أبريل 2021 على موقع واي باك مشين.
- Information at Phytochemicals
- Chemical Compound Review at Wikigenes
- Information at Chemicalbook
- Description at SpringerReference
- Description at NCI Drug Dictionary

قالب:Phytoestrogens
قالب:Isoflavone
قالب:Glycinergics
قالب:Adrenergics
قالب:Estrogenics
قالب:Nuclear receptor ligands
قالب:Steroid hormone metabolism modulators